# Китайгородський замок
Китайгородський замок — замок в с. Китайгороді на р. Тернава.
Містечко Китайгород було засноване Анджеєм (Андрієм) Потоцьким. Його син — Станіслав Ревера збудував тут оборонний замок, обніс його муром та валом. Замок і містечко були розташовані на високому узгір'ї, що створювало йому додатковий захист.
В кінці 19 ст. біля костелу було ще видно руїни замку.

## Галерея

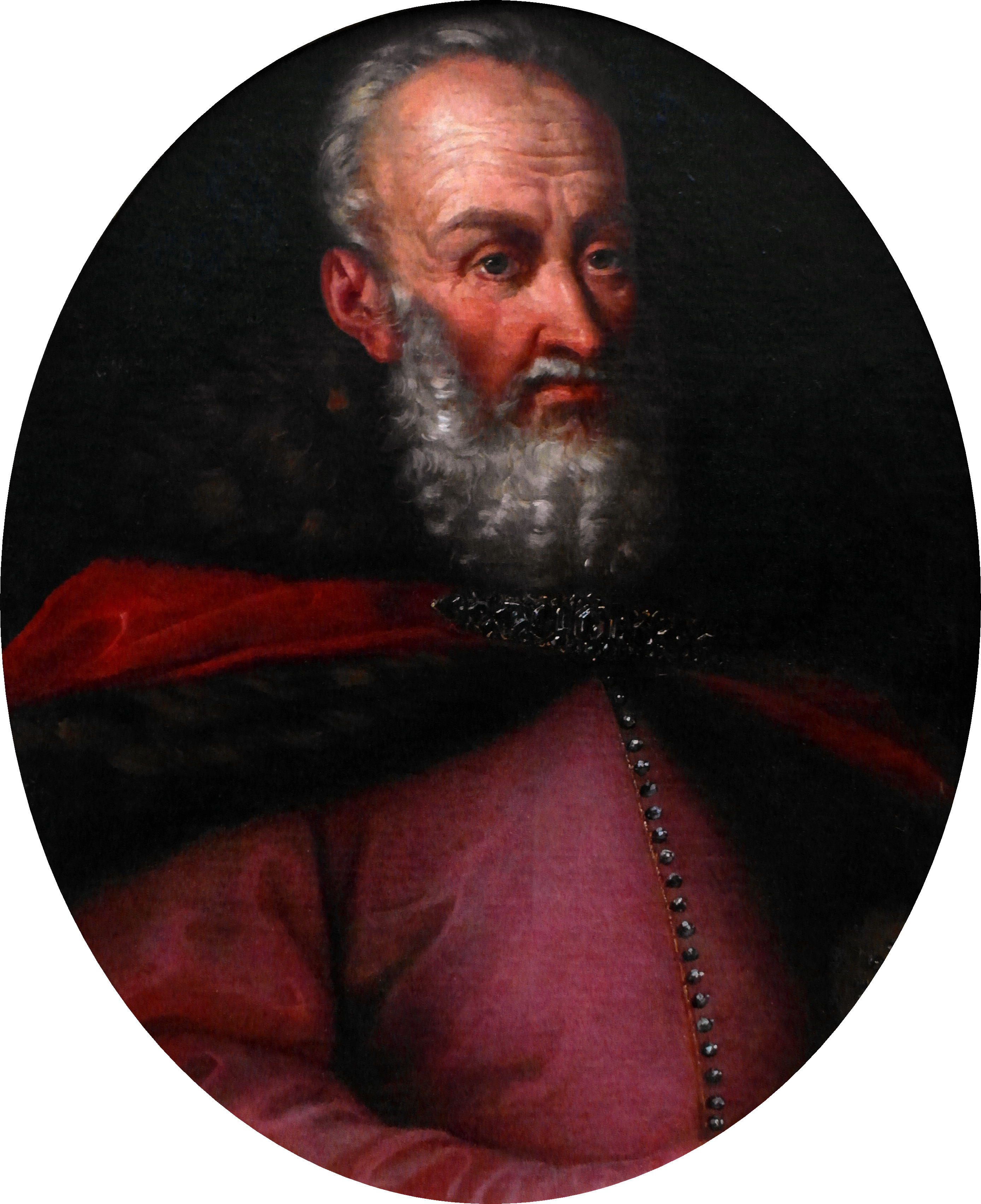
Станіслав «Ревера» Потоцький